# ルーンエンジェル隊
ルーンエンジェル隊（ルーンエンジェルたい）は、ゲームおよびテレビアニメ作品『ギャラクシーエンジェルII』プロジェクトから派生したランティス所属の声優ユニット。

## メンバー
メンバーは基本的に5人だが、不定期参加の臨時メンバーが1人いる。
| 声優       | キャラクター            | 備考         |
| ---------- | ----------------------- | ------------ |
| 稲村優奈   | アプリコット・桜葉      |              |
| 花村怜美   | アニス・アジート        |              |
| 明坂聡美   | ナノナノ・プディング    |              |
| 平野綾     | カルーア・マジョラム    |              |
| 中山恵里奈 | リリィ・C・シャーベット |              |
| 小田久史   | カズヤ・シラナミ        | 臨時メンバー |

## ディスコグラフィ

### シングル
|   | 発売日         | タイトル                | 規格品番  |
| - | -------------- | ----------------------- | --------- |
| 1 | 2006年7月26日  | メリーゴーランド宇宙    | LACM-4282 |
| 2 | 2006年10月25日 | 宇宙で恋は☆るるんルーン | LACM-4300 |

### アルバム
|   | 発売日        | タイトル                    | 規格品番  |
| - | ------------- | --------------------------- | --------- |
| 1 | 2007年3月21日 | NON STOP ルーンエンジェル隊 | LACA-5613 |

### コンピレーション等
- GALAXY ANGEL II&I デュエットアルバム『ANGEL CALL』

2006年8月25日発売（ブロッコリー）
- 「スペース・マスカレイド」

2006年12月21日発売（Lantis）
- ブロッコリー ウィンターソングセレクション『Sweet Winter』

2007年11月23日発売（ブロッコリー）
- 「@Lantis NonStop Dance Remix Vol.1」

2008年4月24日発売（Lantis）
- ギャラクシーエンジェルベストアルバム『ギャラクシーエンジェル ベスト』

2009年3月25日発売（b-green）
- 「ナニコレ。萌（なつかしい にんきの これくしょん）〜girls unit compilation〜」

2009年3月25日発売（Lantis）

## その他
- ギャラクシーエンジェルII、ギャラクシーエンジェる〜んの作中で本ユニットのメンバーが声を当てている部隊も同じくルーンエンジェル隊と言う名称であり、本ユニットの名称はこの名前がそのまま使用されている。